# Acronia nigra
Acronia nigra es una especie de escarabajo longicornio del género Acronia, tribu Pteropliini, subfamilia Lamiinae. Fue descrita científicamente por Breuning en 1947.
Se distribuye por Filipinas. Mide aproximadamente 18 milímetros de longitud.